# 東急シアターオーブ
東急シアターオーブ（とうきゅうシアターオーブ、英語：TOKYU THEATRE Orb）は、東京都渋谷区、渋谷ヒカリエ内にある大型のミュージカル専用劇場である。

## 概要
東急文化会館の跡地に作られた渋谷ヒカリエの11階から16階に位置し、渋谷ヒカリエの中核施設として2012年7月18日に開場した。客席は3階構成で座席数1,972席（1階席：1,186席、2階席：521席、3階席：265席）である。ミュージカル公演を主な用途とする劇場であり、ブロードウェイからの来日公演を想定して設計された。舞台面にはオーケストラピットや大迫り、組み床を備え、舞台上には照明バトンとして利用可能なバトンを60本配置、照明ブリッチも移動可能など、公演内容に柔軟に対応できる舞台設備機構を備えている
。

## 公演内容
こけらおとし公演として、2012年7月18日より『ウエスト・サイド・ストーリー』がブロードウェイから48年ぶりに招聘上演された。第2弾としてトニー賞受賞作であり初来日公演となる『ミリオン・ダラー・カルテット』が上演された。ほか、フランスから初来日公演『ミュージカル ロミオ＆ジュリエット』、劇団☆新感線、ウィーン版ミュージカル『ミュージカル エリザベート』20周年記念コンサート、宝塚卒業生を中心とした『エリザベート スペシャル ガラ・コンサート』、『バーン・ザ・フロア』、ホセ・カレーラスのコンサートが発表、上演された。

### 主な来日公演
- ウエスト・サイド・ストーリー（2012/7/18～8/5、2017/7/12～7/30）
- ミリオンダラー・カルテット（2012/9/5～9/17）
- ロミオ＆ジュリエット（2012/10/6～10/21）
- ホセ・カレーラス sings Musical Songs ～ミュージカル・ナンバーを中心に～（2012/12/1）
- バーン・ザ・フロア Around the World Tour 2012（2012/12/5～12/9）
- ノートルダム・ド・パリ（2013/2/27～3/17）
- ＨＡＩＲ｢ヘアー｣（2013/5/29～6/9）
- ドリームガールズ（2013/7/31～8/25、2016/6/8～6/26）
- バーン・ザ・フロア Dance with You（2014/5/2～5/7）
- ブリング・イット・オン（2014/7/9～7/27）
- War Horse ウォー・ホース 〜戦火の馬〜（2014/7/30～8/24）
- マシュー・ボーンの「白鳥の湖」（2014/9/6～9/21）
- SINGIN’IN THE RAIN ～雨に唄えば～（2014/11/1～11/24、2017/4/3～4/30）
- Colm Wilkinson Broadway and Beyond Japan ～ コルム・ウィルキンソン 日本スペシャルコンサート ～（2015/4/18～4/22）
- ジャージー・ボーイズ（2015/6/25～7/5）
- 天使にラブ・ソングを…（ シスター・アクト ）（2015/7/15～8/2、2017/10/25～11/12）
- ピピン（2015/9/4～9/20）
- TOP HAT（2015/9/30～10/12）
- プリンス・オブ・ブロードウェイ（2015/10/23～11/22）
- シカゴ（2015/12/4～12/23）
- バーン・ザ・フロア NEW HORIZON（2016/4/9～4/13）
- ヨセフと不思議なテクニカラー・ドリームコート（2016/7/13～7/24）
- マシュー・ボーンの「眠れる森の美女」（2016/9/14～9/25）
- キンキーブーツ（2016/10/5～10/30）
- ファインディング・ネバーランド（2017/9/8～9/24）
- ヘドウィグ・アンド・アングリーインチ SPECIAL SHOW（2017/10/14～10/15）
- ル・グラン・ガラ 2018 ～パリ・オペラ座バレエ団トップダンサーたちによる華麗なる宴～（2018/1/11～1/13）
- マイケル・ボール＆アルフィー・ボー トゥギャザー・ジャパン・ツアー 2018（2018/2/10～2/12）
- バーン・ザ・フロア Joy of Dancing（2018/5/17～5/21）
- エビータ（2018/7/4～7/29）
- レント（2018/8/1～8/12）
- コーラスライン（2018/8/15～8/26）
- オペラ座の怪人　～ケン・ヒル版～（2018/8/29～9/9）
- マシュー・ボーンの「シンデレラ」（2018/10/3～10/14）
- 王様と私（2019/7/11～8/4）
- シカゴ（2019/8/7～8/18）

## 東急ミュージカルプログラム
東急シアターオーブでは、未来を担う10代の若者に本場ブロードウェイ・ミュージカルの魅力を体験してもらうという趣旨で、10代の学生とその同伴者を無料招待するミュージカル鑑賞会が2012年以降毎年開催されている。
- 2012年　ミリオンダラー・カルテット
- 2013年　ドリームガールズ
- 2014年　ブリング・イット・オン
- 2015年　天使にラブ・ソングを…（ シスター・アクト ）
- 2016年　ヨセフと不思議なテクニカラー・ドリームコート
- 2017年　ウエスト・サイド・ストーリー
- 2018年　エビータ
- 2019年　王様と私